# قانون الجماعات الأوروبية (المعدل) لعام 1993
قانون الجماعات الأوروبية (المعدل) لعام 1993 هو قانون صادر عن برلمان المملكة المتحدة. وعدل قانون الجماعات الأوروبية لعام 1972 للمرة الثانية، لإدراج أحكام معاهدة ماستريخت، والتي أنشأت الاتحاد الأوروبي، في القانون المحلي للمملكة المتحدة. حصل القانون على الموافقة الملكية في 20 يوليو 1993.
تم إلغاء القانون بموجب قانون الاتحاد الأوروبي (الانسحاب) لعام 2018 في 31 يناير 2020.